# 蒂鲁塔尼
蒂鲁塔尼（Tiruttani），是印度泰米尔纳德邦Thiruvallur县的一个城镇。总人口38502（2001年）。

## 人口
该地2001年总人口38502人，其中男性19488人，女性19014人；0—6岁人口4259人，其中男2209人，女2050人；识字率71.80%，其中男性为79.56%，女性为63.85%。